# Hymenochirus boulengeri
Hymenochirus boulengeri, tiếng Anh thường gọi là Eastern Dwarf Clawed Frog, là một loài ếch thuộc họ Pipidae.
Đây là loài đặc hữu của Cộng hòa Dân chủ Congo.
Môi trường sống tự nhiên của chúng là rừng ẩm vùng đất thấp nhiệt đới hoặc cận nhiệt đới, sông ngòi, hồ nước ngọt, và đầm nước ngọt.